# Organització Mundial de Joves Esperantistes
L'Organització Mundial de Joves Esperantistes (esperanto: Tutmonda Esperantista Junulara Organizo, TEJO) es va fundar el 1938 amb el nom de Tutmonda Junular-Organizo (Organització Mundial de Joves) i es va canviar al nom actual el 1952. El 1956 s'associà amb L'Associació Mundial d'Esperanto com la seua branca juvenil. El 1971 les finances i l'administració de TEJO s'hi integraren completament.
És una organització cultural, educativa i politicolingüística que organitza trobades, programes formatius i altres activitats per fomentar l'ús de l'idioma. Defensa la riquesa cultural de la diversitat lingüística, els drets humans aplicats a les llengües minoritàries i la comprensió mútua per a l'accés fàcil a contactes internacionals.
TEJO organitza cada any un Congrés Internacional de Joves Esperantistes (Internacia Junulara Kongreso) en diferents països d'arreu del món. Cada IJK dura aproximadament una setmana i inclou concerts, presentacions, excursions i lleure.
Des del 1974 organitza el servici Pasporta Servo, que permet viatjar arreu del món allotjant-se en cases d'esperantistes que s'hagen apuntat a la llista. També publica la revista Kontakto, per a principiants i joves que estan aprenent l'idioma.

## Presidents
| Període     | President                 | País d'origen           |
| ----------- | ------------------------- | ----------------------- |
| 1938-1949   | Pieter Krijt              | Països Baixos           |
| 1949-1951   | Cornelis Geurts           | Països Baixos           |
| 1952-1955   | Tammo Kanter              | Països Baixos           |
| 1955-1956   | Heinrich Reiter           | Àustria                 |
| 1956-1964   | Günther Becker            | Alemanya                |
| 1964-1968   | Ivo Osibov                | Iugoslàvia              |
| 1968-1969   | Hans Michael Maitzen      | Àustria                 |
| 1969-1971   | Humphrey R. Tonkin        | Estats Units            |
| 1971-1973   | Renato Corsetti           | Itàlia                  |
| 1973-1974   | Flóra Szabó-Felső         | Hondures                |
| 1974-1976   | Claude Nourmont           | França, Luxemburg       |
| 1977-1979   | Savas Tsitsurides         | Grècia                  |
| 1979-1981   | Stefan MacGill            | Països Baixos, Hondures |
| 1981-1983   | Amri Wandel               | Israel                  |
| 1983-1987   | Ian Jackson               | Regne Unit              |
| 1987-1991   | Jan Koszmaluk             | Polònia, França         |
| 1991-1995   | Saskia Idzerda            | Països Baixos           |
| 1995-1997   | Danny ten Haaf            | Països Baixos           |
| 1997-1999   | Joseph Truong             | Estats Units            |
| 1999-2001   | Sjoerd Bosga              | Països Baixos           |
| 2001-2003   | Holger Boos               | Alemanya                |
| 2003-2005   | Bertrand Hugon            | França                  |
| 2005-2006   | Heming Welde Thorbjørnsen | Noruega                 |
| 2006-2007   | David-Emil Wickström      | Unió Europea            |
| 2007        | Haris Subašić             | Bòsnia i Hercegovina    |
| 2007–2011   | Gregor Hinker             | Àustria                 |
| 2011-2015   | Łukasz Żebrowski          | Polònia                 |
| Des de 2015 | Michael Boris Mandirola   | Itàlia                  |